# Péninsule de Tiburon (États-Unis)
Pour les articles homonymes, voir Péninsule de Tiburon.
La péninsule de Tiburon (en anglais : Tiburon Peninsula) est une péninsule de la région de la baie de San Francisco en Californie, aux États-Unis.

## Géographie
La péninsule s'allonge vers le sud-est dans la baie de San Francisco, et son extrémité se situe à environ 7 km au nord de la ville. Elle abrite les villes de Tiburon et Belvedere.